# La Peur des représentations
 (mai 2016).
Si vous disposez d'ouvrages ou d'articles de référence ou si vous connaissez des sites web de qualité traitant du thème abordé ici, merci de compléter l'article en donnant les références utiles à sa vérifiabilité et en les liant à la section « Notes et références ».
La Peur des représentations (anglais : Representations and Contradictions) est un ouvrage d'anthropologie, d'histoire de l'art et d'histoire des idées du Britannique Jack Goody publié en 1997 par Blackwell Publishers. Dans cet essai général et comparatiste, Goody défend l'idée que la plupart des sociétés se sont méfiées ou se méfient des représentations, religieuses et sexuelles en particulier, d'où des attitudes ambivalentes allant souvent jusqu'à l'interdiction (iconoclasme, etc.).

## Éditions
- (en) Representations and Contradictions. Ambivalence Towards Images, Theatre, Fiction, Relics and Sexuality, Oxford : Blackwell Publishers, 1997.
- (fr) La Peur des représentations. L'Ambivalence à l'égard des images, du théâtre, de la fiction, des reliques et de la sexualité (trad. Pierre-Emmanuel Dauzat), Paris : La Découverte, coll. « Textes à l'appui / laboratoire des sciences sociales », 2003.
  - (fr) La Peur des représentations. L'Ambivalence à l'égard des images, du théâtre, de la fiction, des reliques et de la sexualité, Paris : La Découverte, coll. « Poche », 2006. Première édition au format poche.

## Documentation
- Patrick Cotelette, « Jack Goody, La peur des représentations. L'ambivalence à l'égard des images, du théâtre, de la fiction, des reliques et de la sexualité », Lectures [En ligne], Les comptes rendus, 13 avril 2007.